# Windmais
Windmais ist ein Ortsteil der Gemeinde Bodenwöhr im Oberpfälzer Landkreis Schwandorf (Bayern).

## Geografie
Windmais liegt im Osten von Bayern in der Oberpfalz im Naturpark Oberer Bayerischer Wald, einen Kilometer östlich der Staatsstraße 2398 von Neunburg vorm Wald nach Bodenwöhr.

## Geschichte
In der Gegend zwischen Erzhäuser, Windmais, Buch, Pingarten und Taxöldern wurde im Mittelalter Eisenerz abgebaut. Am Ende des 11. Jahrhunderts entstand das Regensburger Schottenkloster St. Jakob im Zuge einer letzten Welle irischer Klostergründungen auf dem europäischen Kontinent.
Bereits 1708 hatte der kinderlos gebliebene Landmarschall Dietrich Heinrich Freiherr von Plettenberg von Strahlfeld testamentarisch festgelegt, dass Strahlfeld, Schwärzenberg, Kürnberg und Altenkreith nach dem Ableben seiner Gattin Margarita Magdalena (geb. von Muggenthal) der Äbtissin Maria Lindmayer vom Karmelitenkloster München zum Kauf angeboten werden sollte und an zweiter Stelle dem Schottenkloster St. Jakob in Regensburg. Allerdings konnte Freiherr Friedrich Arnold von Plettenberg, der auf Schloss Stamsried lebte, 1742 die genannten Güter gegen eine Ablösesumme an sich bringen. Er hatte dem Schottenkloster nur einen Teilbetrag bezahlt, so dass dieses auf die Herausgabe der Hofmark Strahlfeld klagte und 1747 auch Recht bekam. Das Schottenkloster nahm darauf von Strahlfeld Besitz. Es verfügte im Raum Neunburg vorm Wald über geringe Besitzungen. Das Kloster St. Jakob hatte die Hofmark Strahlfeld, zu der 21 Grunduntertanen in Windmais gehörten, für 42.000 Gulden gekauft.

## Steuerdistrikt
Zum Steuerdistrikt Buch gehörten zu Beginn des 19. Jahrhunderts Blechhammer, Buch, Erzhäuser und Windmais. Das Königreich Bayern wurde 1808 in 15 Kreise eingeteilt. Diese Kreise wurden nach französischem Vorbild nach Flüssen benannt (Naabkreis, Regenkreis, Unterdonaukreis usw.). Die Kreise gliederten sich in Landgerichtsbezirke. Der Landgerichtsbezirk Neunburg vorm Wald hatte 55 Steuerdistrikte, darunter Buch mit 6 Anwesen. Zum Steuerdistrikt Buch gehörten Erzhäuser, Windmais und Blechhammer.

## Gemeindezugehörigkeit
Die Landgerichtsbezirke wiederum sollten in einzelne Gemeindegebiete eingeteilt werden. 1820/21 entstand die Gemeinde Windmais mit 20 Familien. Dazu gehörte Buch mit sechs Familien und Pechmühle mit einer Familie. 1830 wurde die Gemeinde Windmais aufgelöst und an die Gemeinde Erzhäuser angeschlossen. Am 1. Mai 1978 wurde die Gemeinde Erzhäuser mit Windmais und Gebietsteile der aufgelösten Gemeinde Altenschwand nach Bodenwöhr eingemeindet.

## Sehenswürdigkeiten
- Landwirtschaftliches Oldtimermuseum

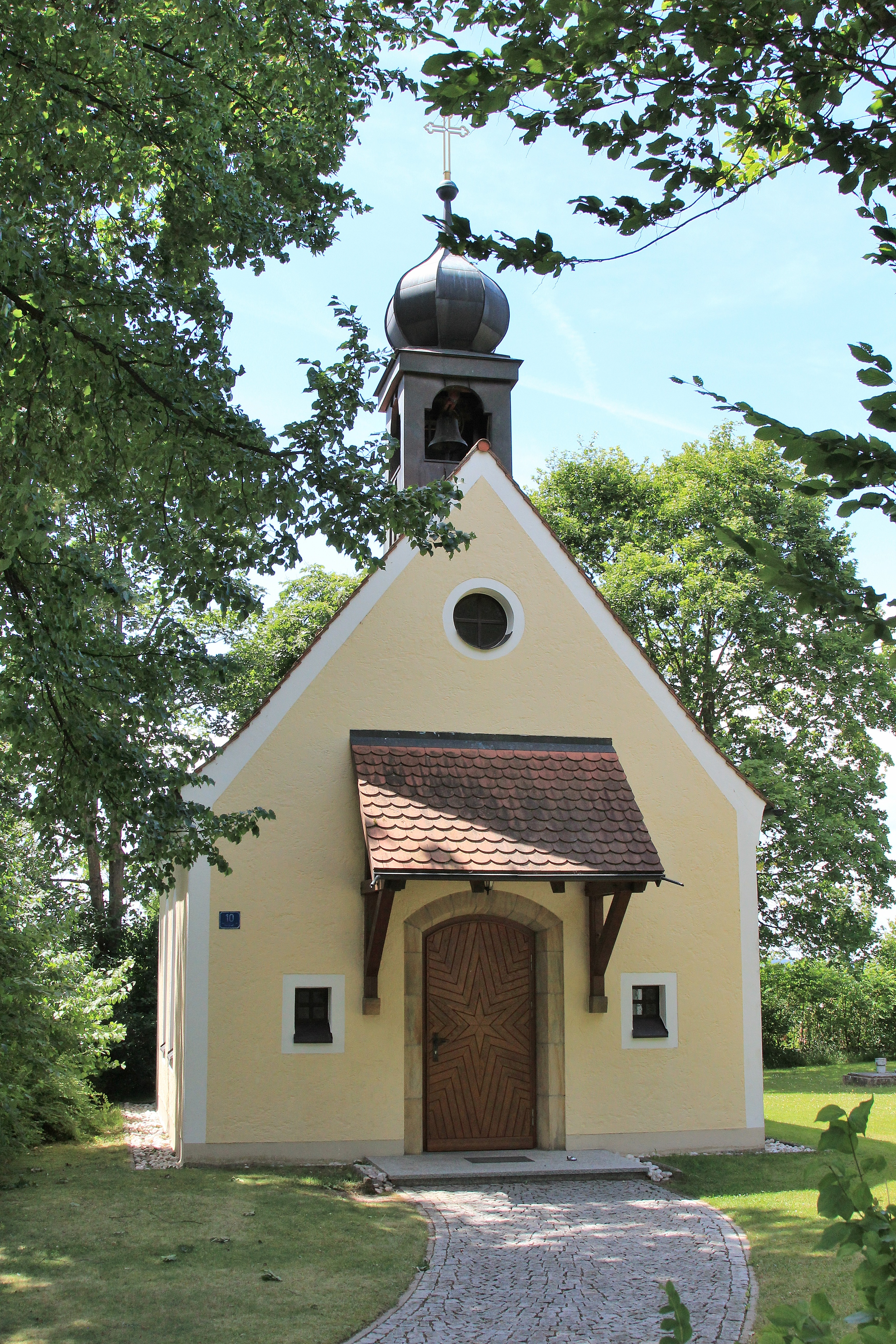
Dorfkapelle (2017)
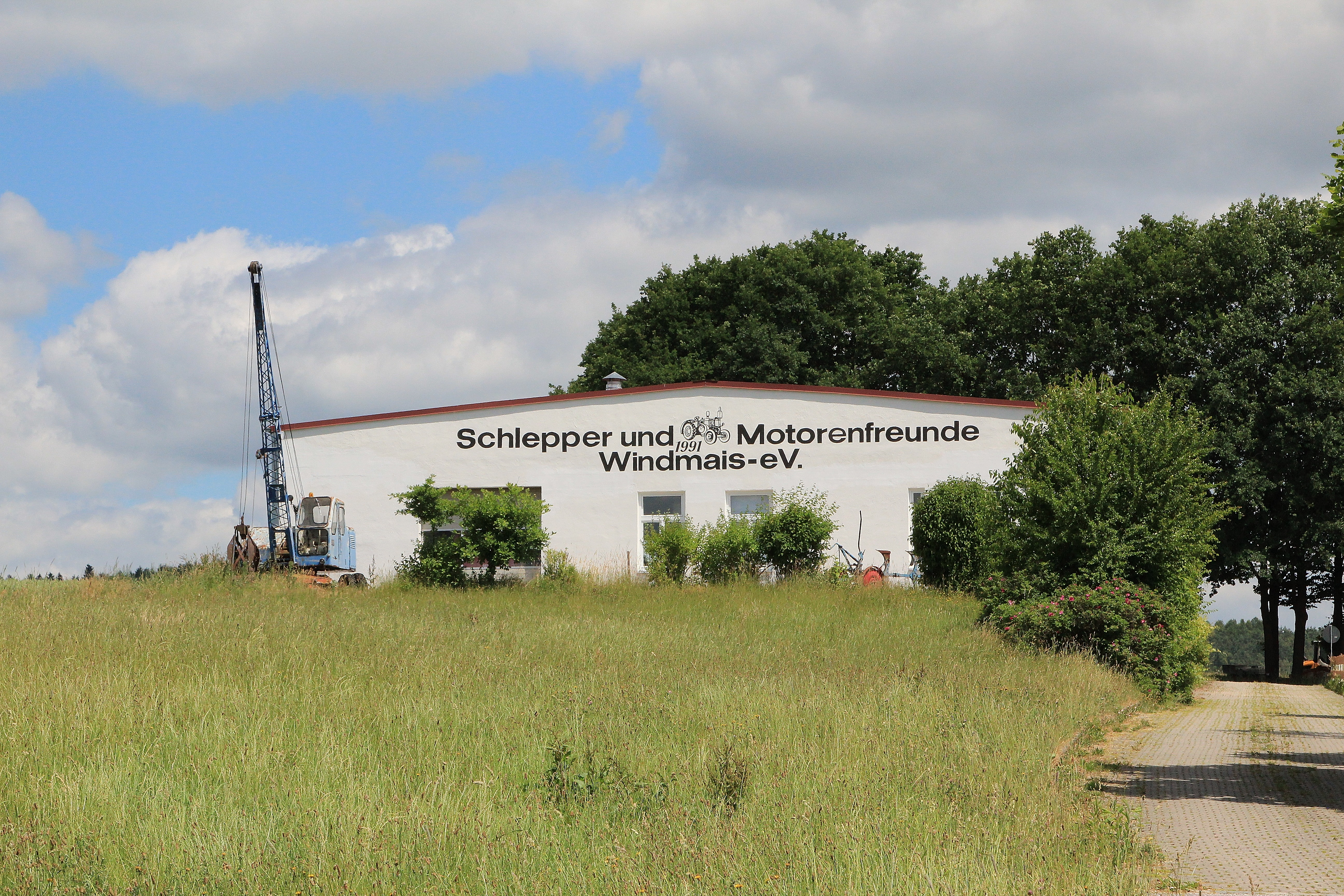
Traktormuseum (2017)
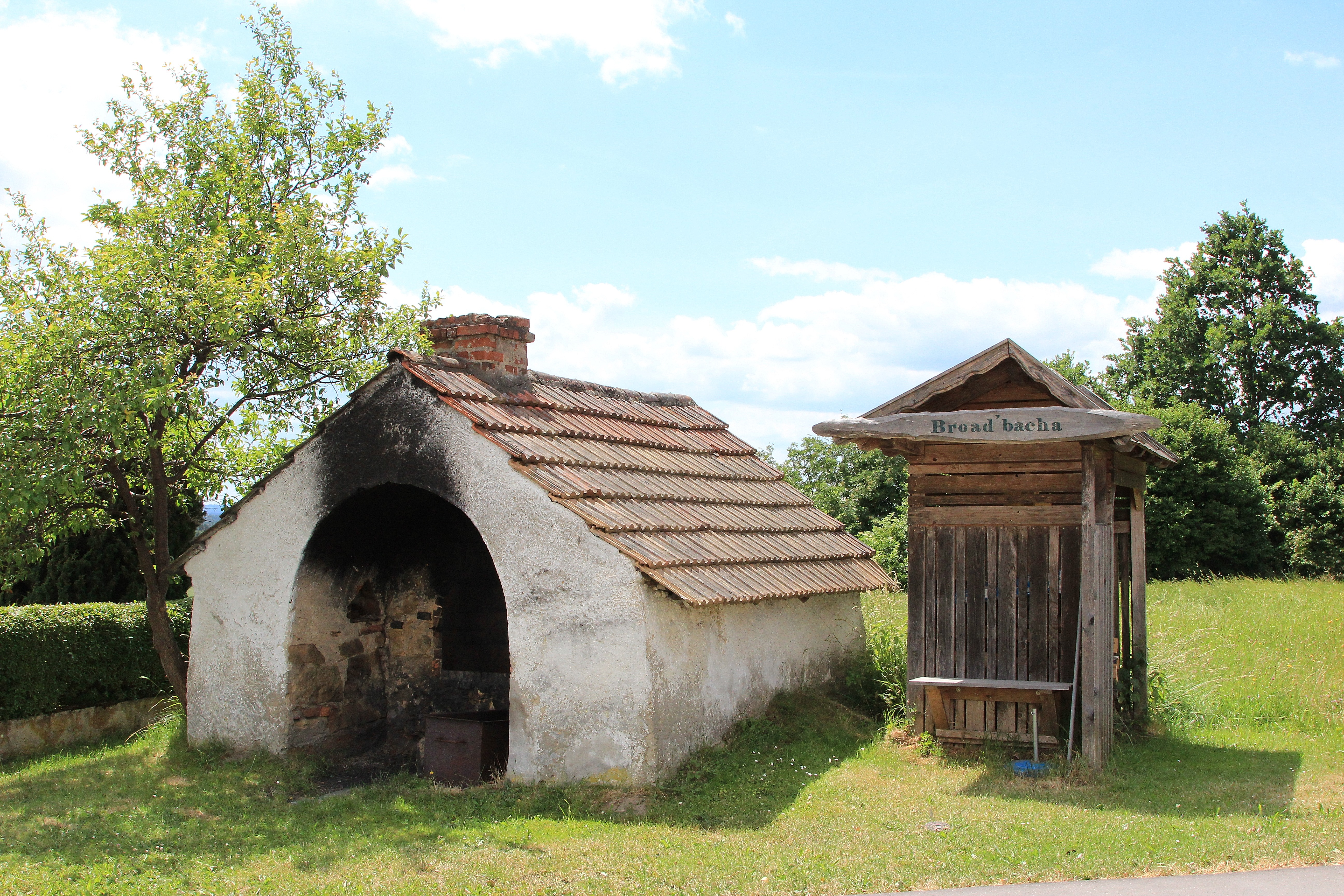
Backofen (2017)
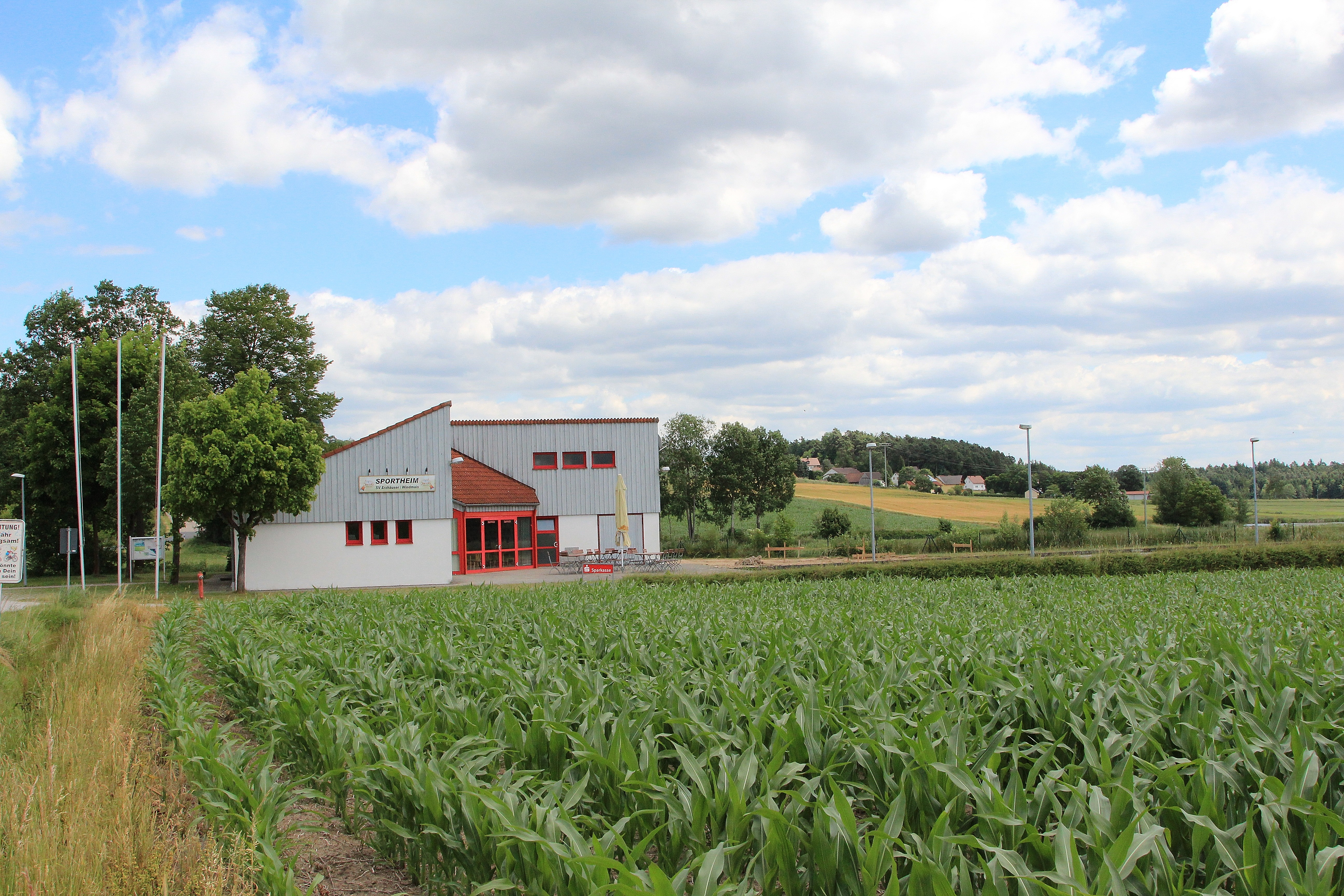
Sportheim (2017)